# Apophis Ier
Pour les articles homonymes, voir Apophis (homonymie).
Apophis Ier, ou Apopi Ier, est un pharaon égyptien de la XVe dynastie. C'est le plus célèbre et le mieux connu des rois hyksôs. Durant son règne long de plus de quarante ans, il agit en pharaon, construisant dans les temples et faisant copier des œuvres du passé (comme le papyrus Rhind).

## Règne
Pour des raisons inconnues, le roi Apophis, souverain hyksôs de l'Égypte qui règne à Avaris dans le delta, entre en guerre contre le roi thébain Seqenenrê Tâa de la XVIIe dynastie.
Un conte égyptien de la XVIIIe dynastie, qui nous est parvenu de manière très fragmentaire, rapporte un curieux échange entre Apophis et Seqenenrê Tâa. Apophis demande à Seqenenrê Tâa de chasser les hippopotames de son étang, car le bruit qu'ils font incommodent le pharaon et l'empêchent de dormir. Compte tenu de la grande distance qui sépare Thèbes et Avaris, ce message ne peut avoir qu'un sens caché ou symbolique. Il s'agit vraisemblablement pour le souverain du nord d'affirmer sa souveraineté sur son vassal du sud.
« Qu'un messager aille vers le chef de la ville du Midi pour lui dire : Le roi Râ-Apôpi, (vie, santé, force), t'envoie dire :  Qu'on chasse sur l'étang les hippopotames qui sont dans les canaux du pays, afin qu'ils laissent venir à moi le sommeil, la nuit et le jour. »
La conséquence probable de cette histoire, selon Gaston Maspero, est la suivante : le roi Seqenenrê Tâa, après avoir hésité longuement, aurait réussi à se tirer du dilemme embarrassant où son puissant rival prétendait l'enfermer. Sa réponse, pour s'être fait attendre, ne devait pas être moins étrange que le message d'Apophis, mais rien ne permet de conjecturer ce qu'elle était.
À la mort de Seqenenrê Tâa, sans doute au cours d'un combat, la guerre continue avec son successeur Ouadjkheperrê Kames. Apophis tente de s'allier avec le roi de Koush pour prendre à revers l'armée de Ouadjkheperrê Kames. Mais celui-ci intercepte le message envoyé par le roi Apophis à son allié du sud, et réussit à déjouer l'opération. Le texte, reproduit in extenso sur une stèle découverte à Karnak, donne de précieux détails sur les relations entre les royaumes, ainsi que sur les actes de Ouadjkheperrê Kames antérieurement à sa campagne militaire :
« Je capturai son message écrit au sud de l'oasis, sur le chemin menant à Koush. Je découvris ces paroles écrites par le prince d'Avaris : “Aâouserrê, fils de Rê Apophis - (J')envoie mon salut à mon fils, le prince de Koush. Comment se fait-il que tu te sois levé en prince sans me le faire savoir ? As-tu eu connaissance de ce que l'Égypte m'a fait ? Le prince qui y réside, Kamosis-le-puissant doué de vie, m'a agressé violemment sur mon territoire - et pourtant je ne l'avais pas attaqué - exactement comme il a fait envers toi. Il a choisi les deux pays pour les détruire, mon pays et le tien, et il les a ravagés. Aussi viens, navigue vers le Nord ; et ne crains rien, car il est ici actuellement avec moi et personne ne t'attend en Égypte ; d'ailleurs, je ne lui permettrai pas de s'éloigner tant que tu ne seras pas arrivé. Ensuite, nous nous partagerons les villes de l'Égypte et le pays de Khent-en-nefer sera dans la joie.” »
Après de durs combats, Ouadjkheperrê Kames réussit à reprendre l'avantage en Moyenne-Égypte. Remontant le fleuve, il libère Memphis, continue sa route et met le siège devant la ville d'Avaris, qu'il n'arrive pas à prendre. L'an 33 d'Apophis marque la mort de Ouadjkheperrê Kames[réf. nécessaire]. Apophis Ier trouve la mort à peu près au même moment. Il y a un désaccord quant à savoir si deux noms pour Apophis, trouvés dans les archives historiques, s'appliquent à deux monarques différents ou si ce sont les noms multiples d'un même roi. Si ce sont des rois différents, Apophis Ier est sans doute mort à peu près en même temps que Ouadjkheperrê Kames et il est remplacé par Apophis II.

## Titulature
Son nom de Sa-Râ a été hellénisé sous plusieurs formes :
- Apophis (Aπωφις) selon Flavius Josèphe,
- Aphophis (Aφωφις) selon Eusèbe de Césarée,
- Aphobis (Aφοβις) selon Sextus Julius Africanus.